# Pica-Glas

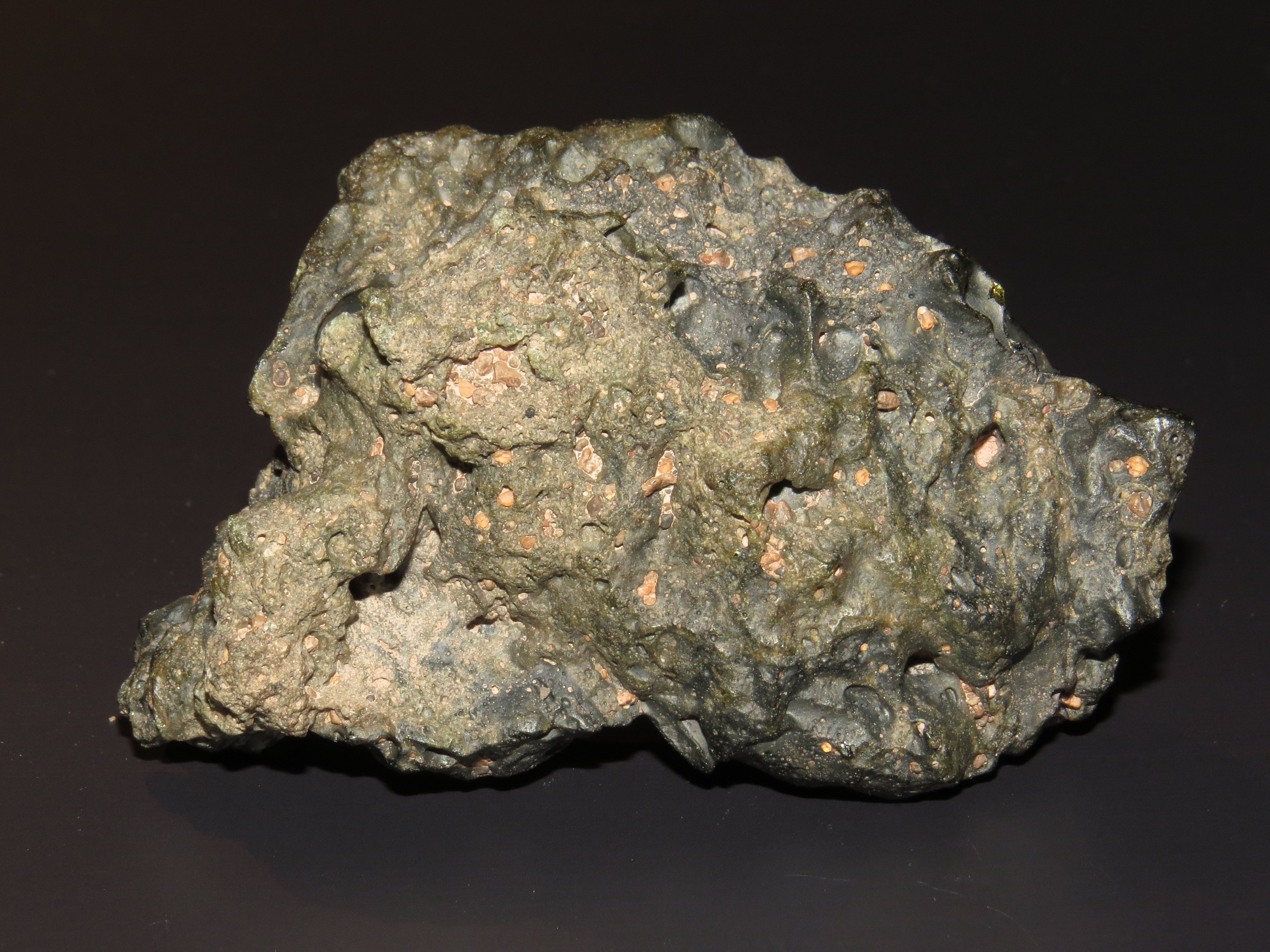
Pica-Glas, Breite ca. 7 cm

Als Pica-Glas bezeichnet man natürliche Gläser, die im nördlichen Abschnitt der Atacama-Wüste in der Umgebung der Stadt Pica und in der Región de Tarapacá gefunden werden. Die Entstehung der Gläser ist nicht abschließend geklärt; derzeit wird eine impaktmetamorphe Bildung durch die Hitzeeinwirkung eines Airburst bei der Explosion eines Kometen in der Erdatmosphäre diskutiert.

## Entdeckung und Vorkommen
Die Gläser wurden erst zu Beginn der 2010er-Jahre durch den chilenischen Servicio Nacional de Geología y Minería aufgefunden und beschrieben. Die Vorkommen teilen sich in fünf Fundgebiete auf, die grob in Nord-Süd-Richtung orientiert sind und sich über eine Distanz von rund 70 km am östlichen Rand des Tamarugal-Llamara-Beckens zwischen der Küstenkordillere und dem eigentlichen Andenanstieg verteilen. Die Gläser finden sich dort unregelmäßig über Flächen von mehreren Quadratmetern bis zu einem Quadratkilometer.

## Erscheinungsformen und mineralogische Zusammensetzung
Die Gläser treten als unregelmäßige Bestreuung des Wüstenboden auf, wobei Blöcke von bis zu 50 cm Breite und einem bis 30 cm Dicke gefunden werden. Die Stücke machen einen schlackigen Eindruck und weisen oft Bewegungsspuren (Falten, gerollte Formen oder Dehnungen) auf. Das Material ist von dunkelgrauer bis dunkelgrüner Farbe und mehr oder weniger blasig ausgebildet. Häufig sind Abdrücke von Pflanzenstängeln in der glasigen Masse zu finden, und an einem Fundort ist das Material mit einer Schicht pflanzlicher Fossilien assoziiert.
Das Gestein ist im Zentimeterbereich sehr heterogen und kann von 10 bis 90 % Glasanteil, daneben Fragmente vulkanischer Gesteine und reliktische Mineralkörner (Quarz, Feldspäte, Pyroxene), enthalten. Reliktische Zirkone sind ganz oder teilweise in ein Gemisch von Zirkoniumdioxid (wahrscheinlich Baddeleyit) und Siliciumdioxid umgewandelt.
Daneben treten als exotische Mineralphasen idiomorpher, nickelhaltiger Troilit, verwachsen mit Pyrrhotin und Cubanit, sowie Buchwaldit und Chlorapatit auf. Schließlich finden sich noch Calcium-Aluminium-reiche Einschlüsse (CAIs) mit Perowskit und Korund.

## Alter
Radiokohlenstoff-Datierungen, die an organischem Material aus den Erdschichten vorgenommen wurden, in denen die Gläser auftreten, deuten auf ein Alter zwischen 12.000 und 16.000 Jahren, wobei zwei deutlich unterscheidbare Maxima auftreten.

## Interpretation
Die Altersdaten wurden als Beleg gegen ein singuläres Bildungsereignis angesehen und eine Entstehung durch Verbrennungsmetamorphose postuliert, wobei brennendes Pflanzenmaterial die Energie liefern sollte.
Dieser Annahme steht entgegen, dass eine Umwandlung von Zirkon in Baddeleyit – wie in den Gläsern beobachtet – Temperaturen von über 1670 °C erfordert, was durch ein einfaches Buschfeuer nicht zu erreichen ist. Zudem wurde die These aufgestellt, dass die Zusammensetzung der exotischen Mineralphasen am ehesten mit den Proben vom Kometen Wild 2 übereinstimmen würden, welche im Rahmen der Stardust-Mission gesammelt wurden.
Das ubiquitäre Auftreten kometaren Materials mache damit insgesamt eine Entstehung durch Impaktmetamorphose wahrscheinlich, wobei das Fehlen eines Kraters damit erklärt wird, dass die gesamte Energie bereits in der Atmosphäre freigesetzt wurde. Ein ähnlicher Bildungsmechanismus wird auch für das bekannte libysche Wüstenglas angenommen. Ein solches Ereignis wäre dem Tunguska-Ereignis vergleichbar, nur dass dabei noch wesentlich mehr Energie freigesetzt worden wäre (es werden bis zu 1020 J angenommen), was ausgereicht hätte, um oberflächennahe Gesteine zu schmelzen.